# Cârțișoara, Sibiu
Cârțișoara (în germană Oberkerz, în trad. "Cârța de Sus") este satul de reședință al comunei cu același nume din județul Sibiu, Transilvania, România.

## Numele și poziția geografică
Satul Cârțișoara, cunoscut și sub numele de Cârța Română ("Kerch Olacorum"), a fost populat din evul mediu timpuriu și până în prezent predominant de români, spre deosebire de Cârța Săsească. Originea numelui este fie de origine slavă, fie de origine germană: poate fi un derivat din etimonul vechi slav "kurčo" (loc defrișat, curătură), respectiv sinonimul său slavon "krč" sau "krči", sau  poate să fi fost preluat de la mănăstirea Cârța. În cea de-a doua variantă originea numelui este explicată etimologic din germanul Kerz(e) (în trad. "lumânare", "candelă"), denumirea latină a mănăstirii Cârța fiind "Sancta Maria de Candelis", fondata în anul 1202. 
Localitatea Cârțișoara este situată în vecinătatea Munților Făgărașului, pe malul râului Cârțișoara, la sud de șoseaua națională Sibiu-Brașov. Satul se află pe itinerariul șoselei care traversează Munții Făgărașului.

## Istoria localității
Localitatea Cârța Românească apare atestată, sub această denumire, în documentele emise de cancelaria regală maghiară în anii 1322 (Kerch Olacorum), 1329 (Kerch Olacorum) și 1411 (Kercz Olachorum; Kercz Olochorum).
Existența așezării românești a fost confirmată documentar, mai întâi, în anul 1252 în forma "Kyrch". În anul 1322 așezarea apare atestată cu un nume dublu, compus din toponim plus etnonimul atribuit românilor în limba maghiară ("Oláh"). Explicația acestei modificări onomastice trebuie pusă în relație cu formarea, între anii 1252 și 1322, a localității Cârța (Cârța Săsească), fondată de mănăstirea Cârța și populată cu "oaspeți germani" (cum erau numiți coloniștii germani invitați de regele Ungariei să se așeze în unele regiuni din Transilvania) precum și cu intenția de a disocia aceste așezări omonime.
Data întemeierii acestui sat românesc medieval timpuriu nu este cunoscută. Prima atestare documentară, implicită, a așezării datează din anul 1223. Documentul emis în acest an de regele maghiar Andrei al II-lea al Ungariei (1205-1235) se referă la evenimente petrecute între anii 1205-1206, respectiv la retragerea teritoriului satului de sub autoritatea juridică a locuitori săi romani (terra... exempta de Blaccis), urmată de donarea sa capitulului mănăstirii cisterciene Cârța. Această relatare reprezintă prima mențiune scrisă, provenită din cancelaria regală maghiară, a unor realități istorice din cuprinsul Țării Făgărașului și, concomitent, cea mai timpurie evocare a românilor de la sudul Oltului de Mijloc. 

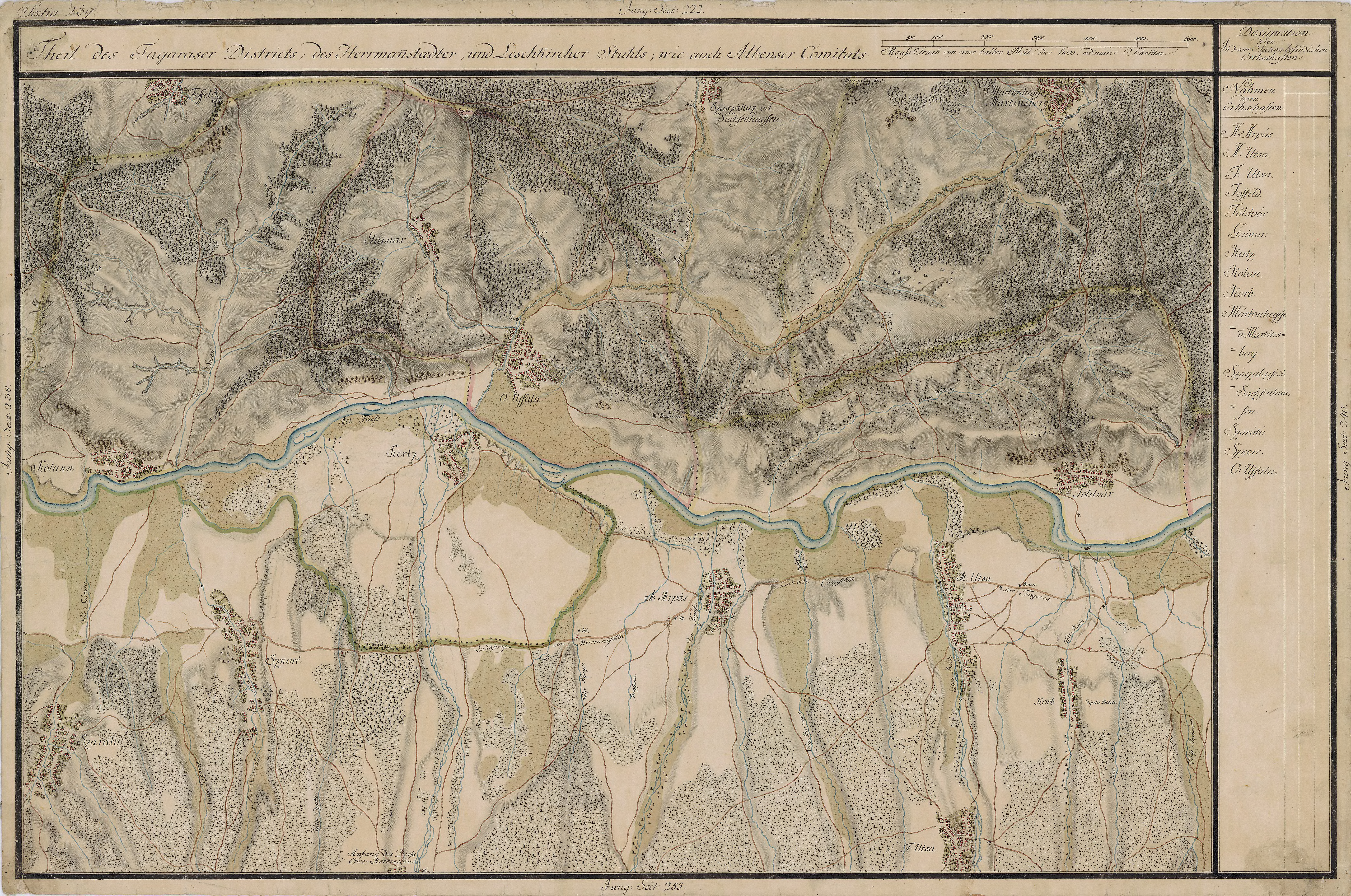
Cârțișoara în Harta Iosefină a Transilvaniei, 1769-1773

Identificarea explicită a așezării și confirmarea caracterul său românesc datează din anul 1252. În această perioadă Cârța, viitoarea Cârțișoara, era centrul administrativ și politico-religios al Țării Făgărașului (terra Olahorum de Kircz), denumită în această perioadă și Țara Cârței, și deținea aceași importanță  politico-administrativă ca Brașovul, centrul administrativ al sașilor din Țara Bârsei (terra...Saxonum de Barassu) și Sfântul Gheorghe, centrul administrativ al secuilor din Sepsi (terra...Siculorum de Sebus). Vechimea și  poziția acestei așezări românești în peisajul Țării Făgărașului este subliantă și de tezaurul monetar descoperit spre sfârșitul secolului al XIX-lea în vecinătatea așezării, care a fost datat după mijlocul secolului al XII-lea.
Importanța istorică a acestei așezări românești, locuită de o populație "schismatică", este diminuată treptat în jumătatea a doua a secolului al XIII-lea. În jurul anului 1300 centrul administrativ al Țării Făgărașului va fi deplasat în cetatea Făgăraș. În decursul evului mediu, respectiv între anii 1205/1206 și 1474, localitatea Cârțișoara a fost o posesiune a mănăstirii cisterciene Cârța.
Localitatea, decăzută în cursul evului mediu la nivelul unui sat oarecare, va apare menționată în izvoarele scrise din secolele XIV-XV, respectiv în anii 1322, 1329 și 1418, în forma Cârța Românească ("Kerch Olacorum", "Kercz Olachorum" și "Kercz Olochorum"). Deja în anul 1509 așezarea este denumită în izvoarele scrise prin diminutivul Cârțișoara. În jumătatea a doua a secolului al XVI-lea, așezarea apare atestată în formele Streza Cârțișoara și Oprea Cârțișoara. În cursul secolului al XVII-lea satele Streza și Oprea vor fi donate familiei nobiliare maghiare Teleki. În anul 1964 părțile sale componente, Oprea și Streza, vor fi reunite sub aspect administrativ în localitatea Cârțișoara.

## Monumente istorice
- În urmă cu câteva decenii, cu ocazia unei periegheze, au fost descoperite în vecinătatea așezării urmele unei construcții cultice de piatră, probabil medieval timpurie.
- În prezent Cârțișoara adăpostește patru biserici, dintre care două au fost construite la începutul secolului al XIX-lea. Biserica din Oprea Cârțișoara, ridicată pe un promontoriu și construită din cărămidă, a fost zidită în anul 1806. Planul bisericii din Oprea Cârțișoara, cu hramul "Sf. Nicolae", este compus din altar, naos și pronaos. Biserica este decorată în interior cu pictură murală. Ridicată pe un plan analog celui din Oprea Cârțișoara, biserica din Streza Cârțișoara, dedicată hramului "Buna Vestire", a fost începută sau consacrată în anul 1818. Similar bisericii din vecinătate, biserica din Oprea este decorată cu pictură murală, interesantă sub aspect iconografic. Cârțișoara adăpostește și o mănăstire ortodoxă, de măicuțe, fondată relativ recent.
- Monumentul Eroului Român. Monumentul este de tip Cruce memorială, fiind ridicat în anul 1920, de către familia cpt. activ Gheorghe Buruiană. Pentru realizarea monumentului s-au folosit piatră și marmură. Pe fațada monumentului se găsește următorul înscris: „În memoria bravului cpt. activ Gheorghe Buruiană din Regimentul 21 Infanterie căzut în luptele de la Porumbacul de Jos la 17-30 septembrie 1916 îmbărbătând o companie la asalt.“ Pe spate sunt înscrise următoarele: „În memoria Eroului Căpitan activ Gheorghe Buruiană, familia recunoscătoare“.

## Personalități
- Localitatea Cârțișoara este locul de naștere al lui Gheorghe Cârțan (1849-1911), cunoscut sub numele Badea Cârțan. "Muzeul Etnografic și Memorial Badea Cârțan" deține obiecte ce au aparținut celebrului țăran autodidact.
- De Cârțișoara iși leagă destinul poetul și jurnalistul Mircea Florin Șandru (n. 1949), membru al Uniunii Scriitorilor din România și al Uniunii Ziariștilor Profesioniști. Acesta a locuit aici în perioada 1949-1972. Centrul de Documentare și Informare, inaugurat în decembrie 2011 și accesibil tuturor membrilor comunității locale, poartă numele lui Mircea Florin Șandru.

## Economia
Ocupația predominantă a localnicilor constă în creșterea animalelor. Clima Țării Făgărașului, puțin prielnică practicării agriculturii, i-a obligat pe săteni să se rezume la cultivarea doar a unor soiuri de plante cerealiere printre care se numără orzul, ovăzul și porumbul. Date relativ complete cu privire la economia localității în evul mediu sunt oferite de urbariile Țării Făgărașului. Între anii 1785-1835, familia Teleki a ridicat la Oprea Cârțișoara o manufactură, care producea hârtie.

## Imagini

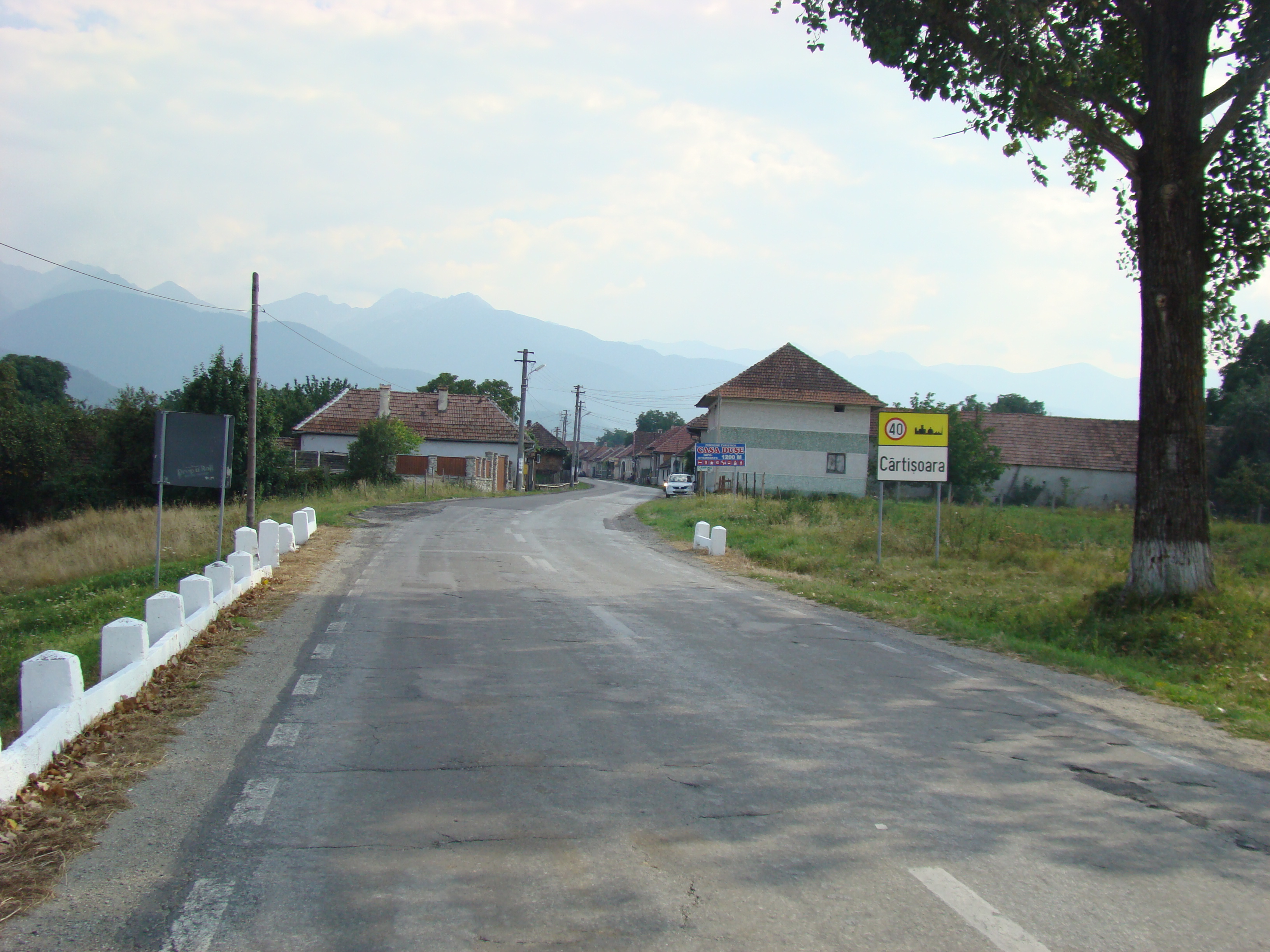
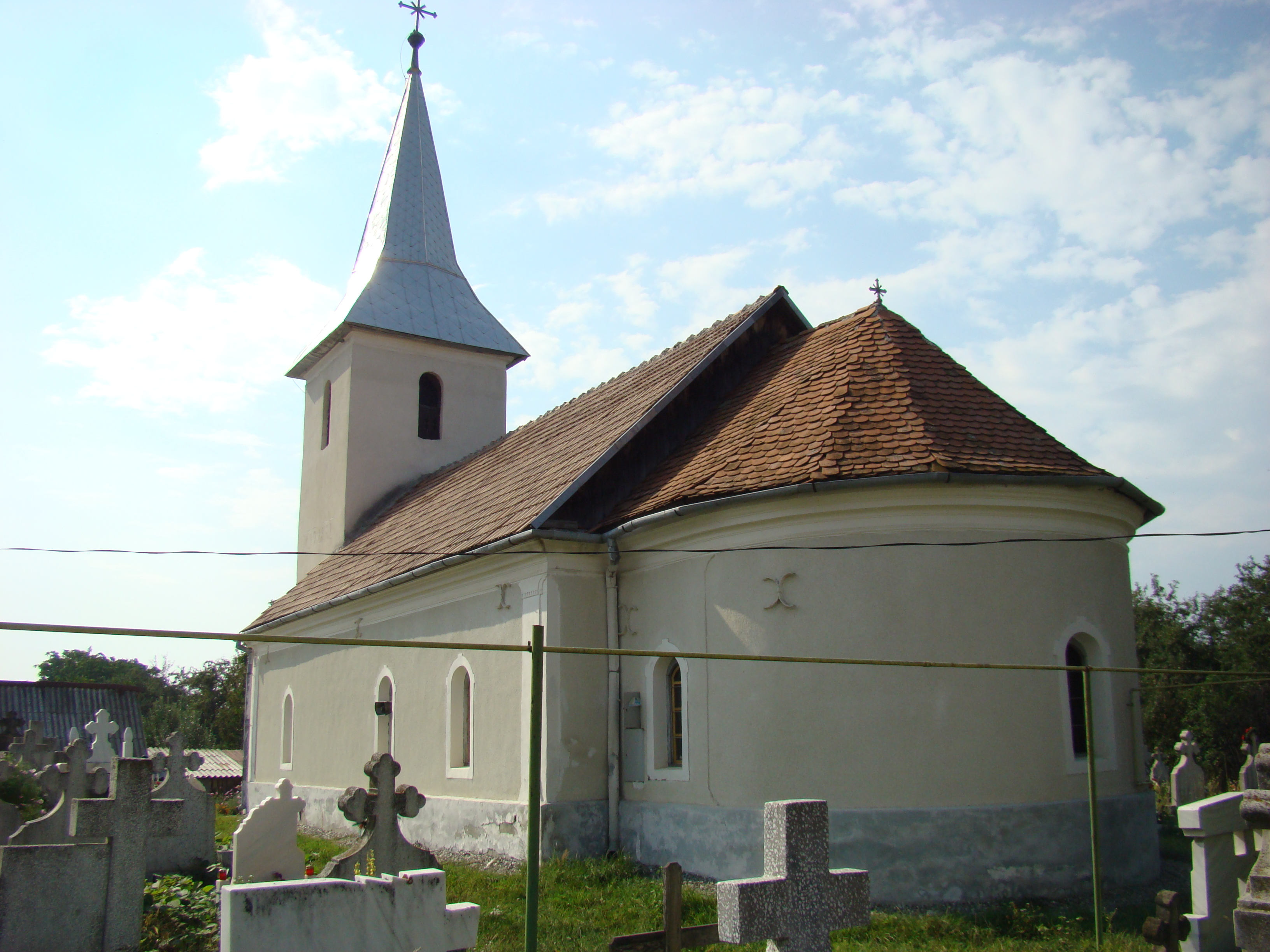
Biserica "Buna Vestire"-Streza, monument istoric
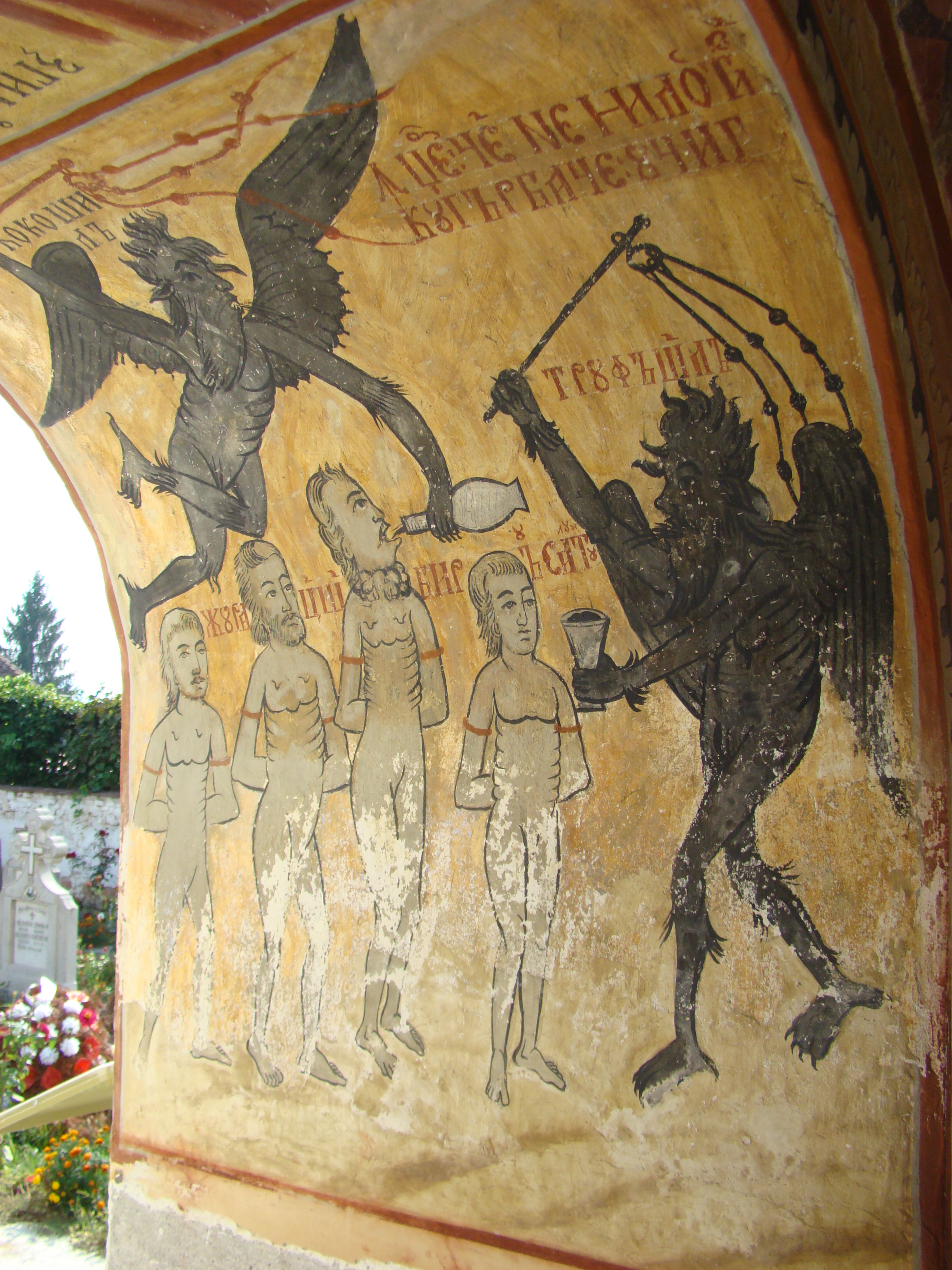
Biserica "Buna Vestire"-Streza, monument istoric (detaliu din compoziția Judecății de Apoi)
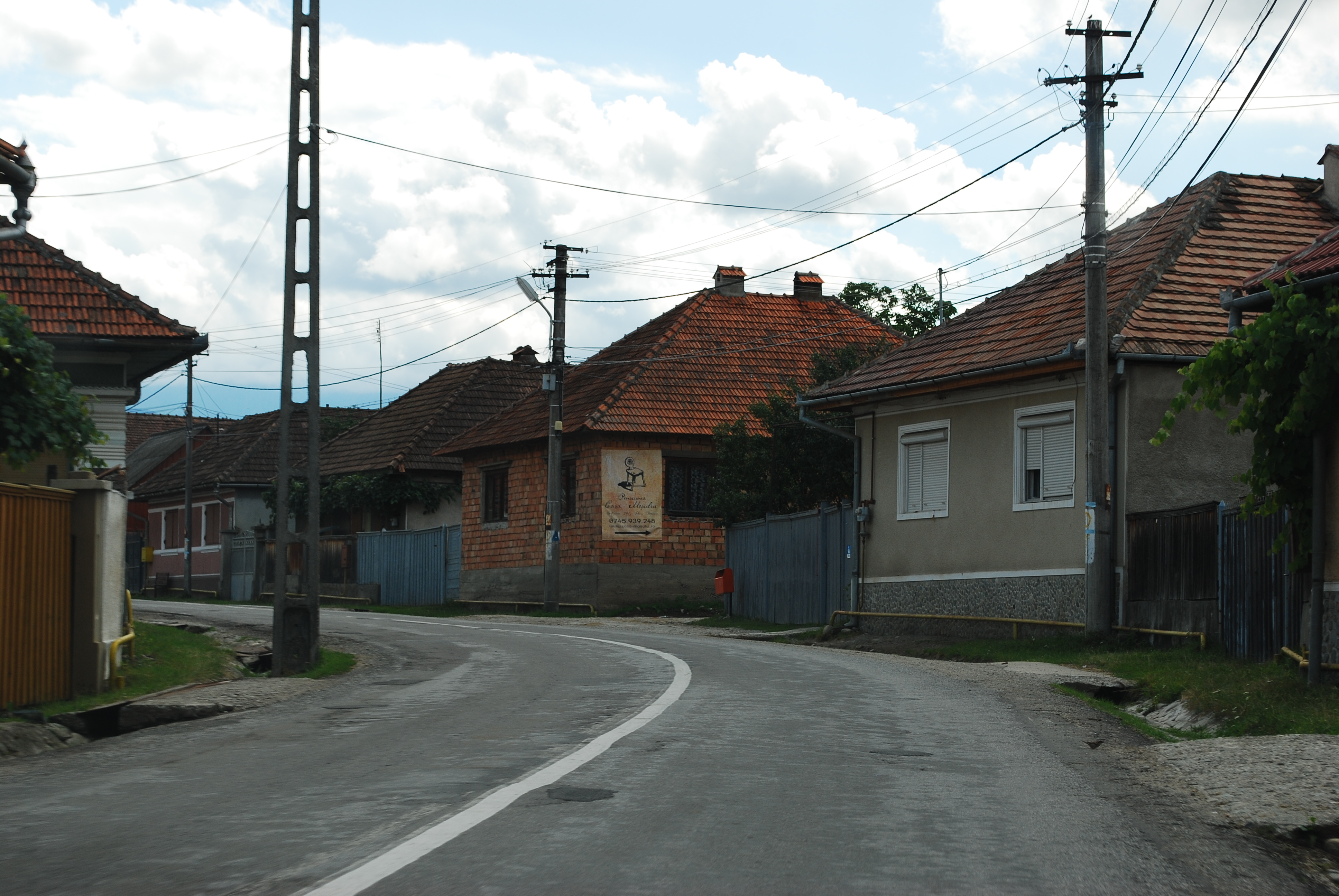
DN7C trecând prin Cârțișoara
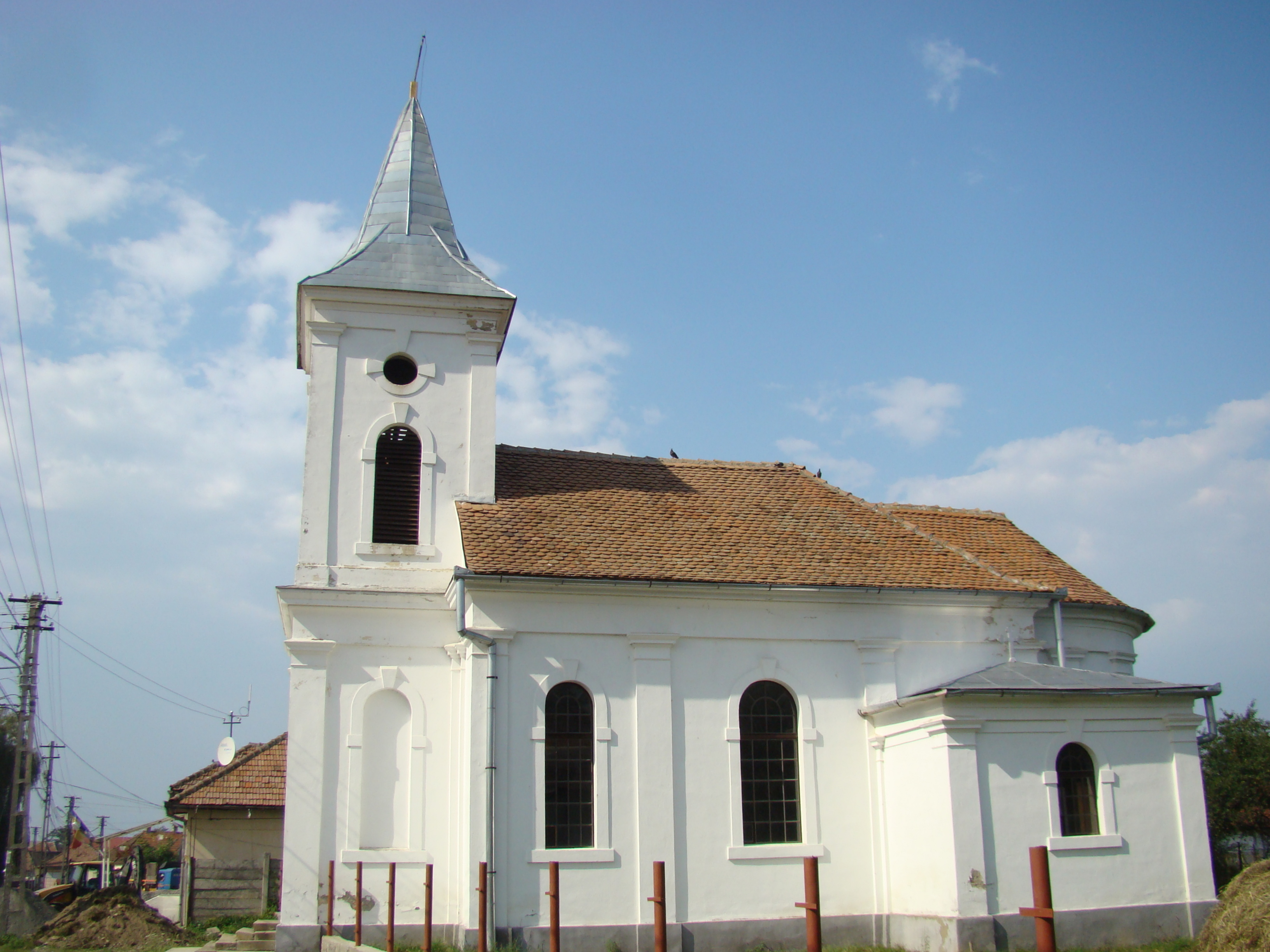
Biserica lutherană
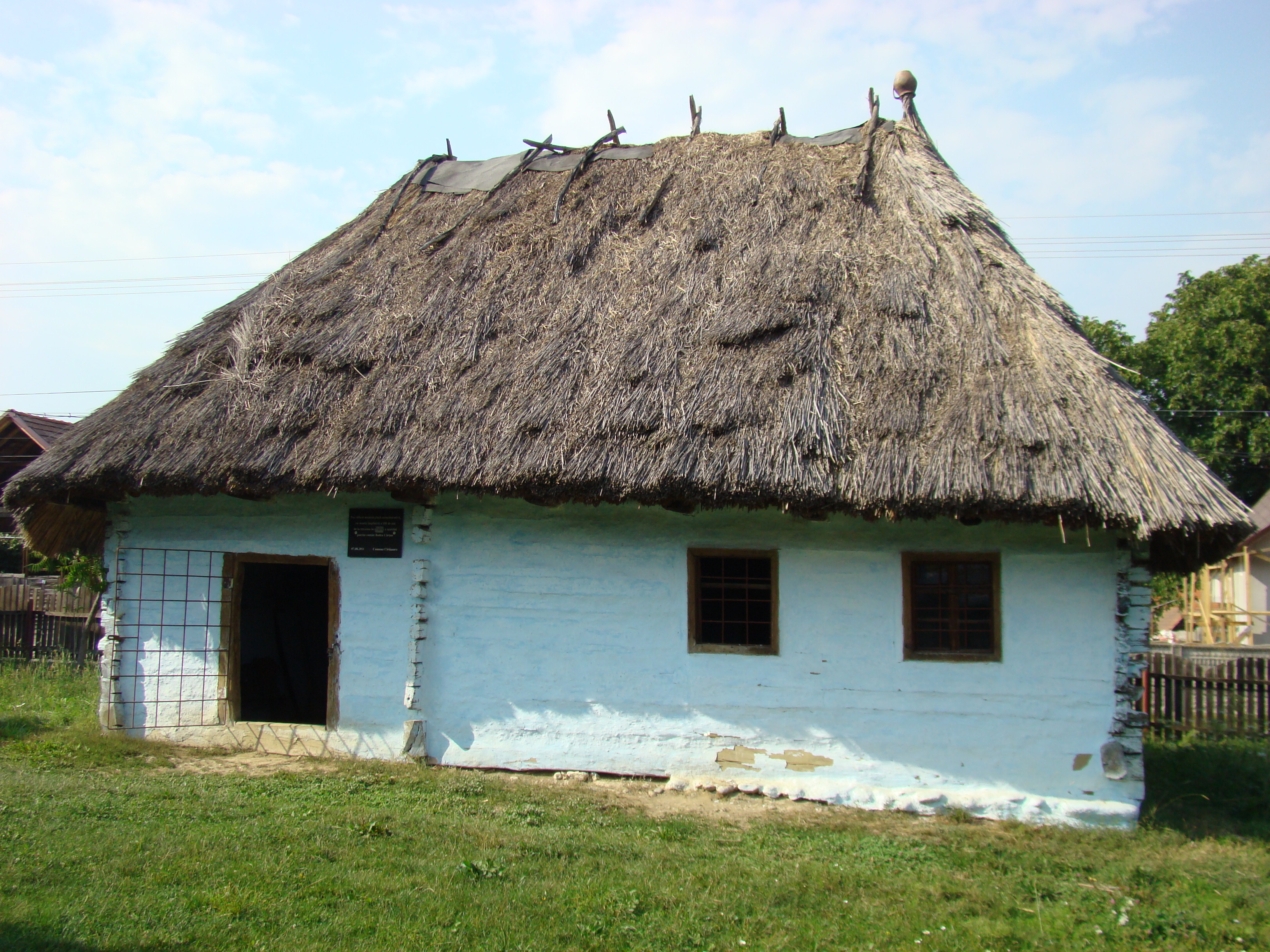
Muzeul Badea Cârțan
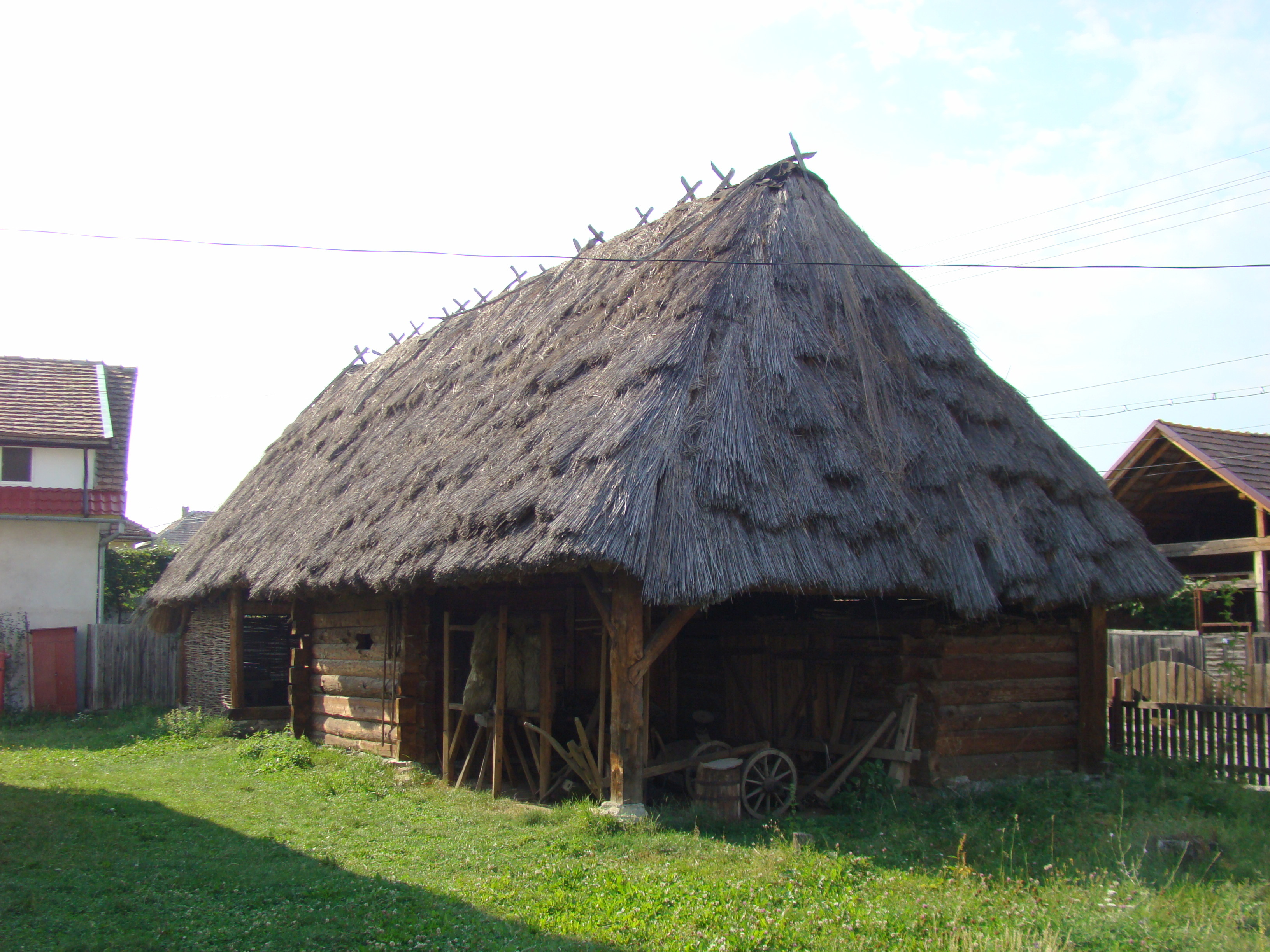
Muzeul Badea Cârțan
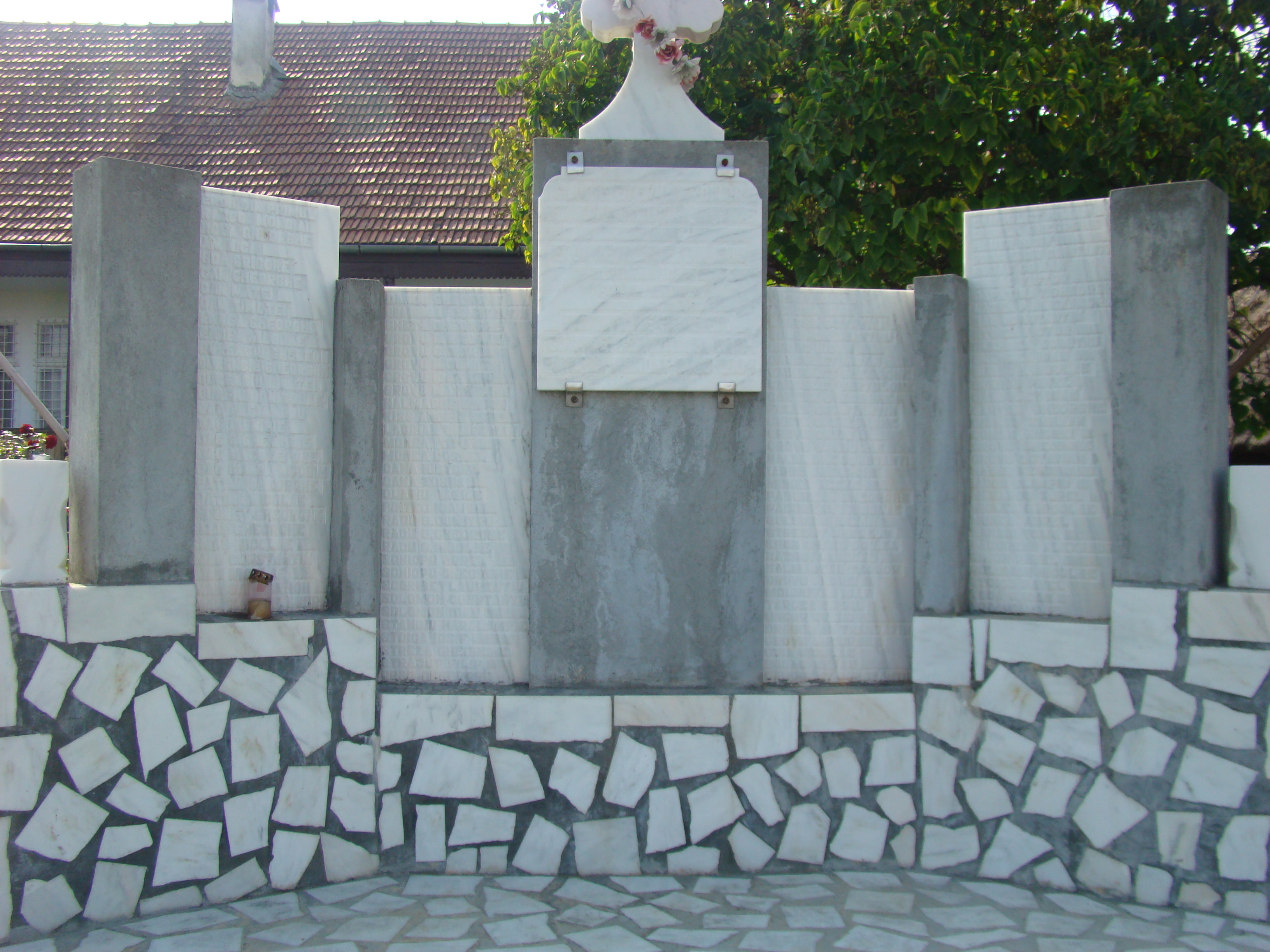
Monumentul Eroilor
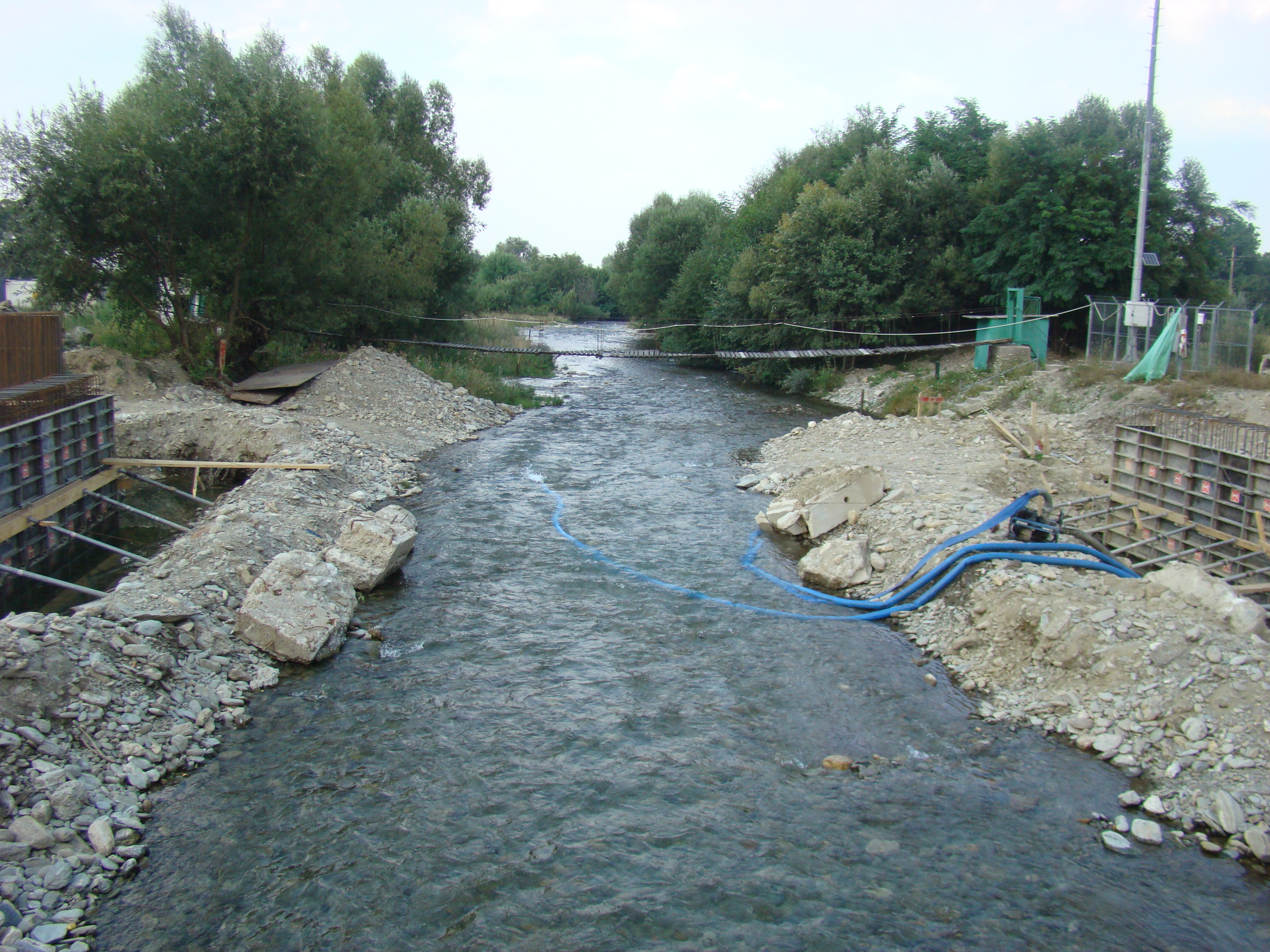
Râul Cârțișoara